# David Laidler
David William Ernest Laidler (vermoedelijk Engeland, 12 augustus 1938) is een van de belangrijkste monetaristische economen. Hij publiceerde in de late jaren 1960 en begin jaren 1970 artikelen over monetaire economie in belangrijke economische tijdschriften. Zijn boek, The Demand of Money, werd in vier edities van 1969 tot 1993 (met iets gewijzigde ondertitels) gepubliceerd. Aanvankelijk benadrukte hij de stabiliteit van de relatie tussen inkomen en de vraag naar geld. Later onderzocht hij de gevolgen van juridische, technologische en institutionele veranderingen op de vraag naar geld. Dit boek werd vertaald in het Frans, Spaans, Italiaans, Japans en Chinees.
Zijn verdere werkzaamheden op het gebied van de vraag naar geld in de jaren 1990 en in het eerste decennium van de 21e eeuw (samen met William Robson) leidde tot het aan hem toekennen in 2004 van de Donner-prijs voor Two Percent Target: Canadian Monetary Policy Since 1991, dat werd gepubliceerd door het C.D. Howe Instituut, een instituut waarmee Laidler een nauwe werkrelatie onderhoudt.
Zijn andere grote publicatie, Inleiding tot de Micro-economie, werd tussen 1974 en 1994 ook in vier edities gepubliceerd. Het werd vertaald in het Spaans, Pools, Italiaans en Bulgaars.
Later in zijn carrière verschoof de aandacht van Laidler naar de geschiedenis van het economisch denken. Hoewel intussen gepensioneerd is hij nog steeds actief als onderzoeker en geleerde.

## Opleiding
- King's School, Tynemouthl, Tynemouth, Northumberland, Engeland, GCE 'O' Level 1953, 'A' Level, 1955, 'S' Level, 1956
- London School of Economics, B.Sc. Econ. (Economics Analytic and Descriptive) 1st Class Honours, 1959
- Universiteit van Syracuse, M.A. (Economics), 1960
- Universiteit van Chicago, Ph. D. (Economics), 1964

## Academische bedrijvigheid
Naast vele gastbenoemingen, heeft David Laidler fulltime docentschappen bekleed aan de Universiteit van Californië, Berkeley, de Universiteit van Essex en de Universiteit van Manchester, maar vanaf 1975 was zijn primaire academische affiliatie met de Universiteit van Western Ontario. In 1982 werd hij benoemd tot fellow van de Royal Society of Canada. In 1987-1988 diende hij als voorzitter van de Canadian Economic Association.

## Academische eerbewijzen
- 1982 - fellow van de Royal Society of Canada
- 1987-1988 President van de Canadian Economics Association

## Boeken
- (en)  The Demand for Money - Theories and Evidence, Scranton, PA, International Textbook Company, 1969; 2nd edition, New York, NY, T.Y. Crowell, 1977. 3rd Edition, (The Demand for Money, Theories, Evidence and Problems) New York, Harper Row, 1985. 4th Edition, New York, Harper-Collins, 1993.
- (en)  Essays on Money and Inflation, Manchester, Manchester University Press, Chicago, University Chicago Press, 1975. (Republished, Aldershot, Gregg Revivals, 1993)
- (en)  Monetarist Perspectives, Oxford, Philip Allan Publishers, Ltd.; Cambridge, Harvard University Press,1982. (Japanese Translation 1987).
- (en)  Money and Macroeconomics: The Selected Essays of David Laidler, Cheltenham, UK, Lyme, U.S.A., Edward Elgar (Economists of the Twentieth Century Series), 1997.
- (en)  Macroeconomics in Retrospect: The Selected Essays of David Laidler, Cheltenham UK, Lyme U.S.A., Edward Elgar 2004 (Economists of the Twentieth Century Series)